# 范氏光鰓魚
范氏光鰓魚（學名：Chromis vanbebberae），又稱范氏光鰓雀鯛，是輻鰭魚綱鱸形目雀鯛科光鰓魚屬的其中一種，分布於西大西洋巴哈馬、百慕達群島和加勒比海至巴西聖保羅海域，深度49至178公尺，本魚體呈卵圓形且側扁，身體兩側有交替的藍灰色和黃銅黃色條紋，腹部和頭部下部藍灰色，除尾鰭基部呈褐色外，各鰭呈藍色，臀鰭頂端有明顯的黑點，背鰭硬棘14枚、背鰭軟條11枚、臀鰭硬棘2枚、臀鰭軟條11枚，體長可達9.8公分，棲息在深水礁石區，以浮游生物為食，繁殖期時成對出現，雄魚會守護卵直到孵化，生活習性不明。